# 네코네코소프트
네코네코소프트(ねこねこソフト)는 주식회사 솔져블루(구합명회사 네코네코소프트)의 성인용 게임 브랜드이다. 사이타마현 토코로자와 시에 본사를 두고 있으며, 파트너 브랜드의 일원이고, 동인소프트 서클인「스테이지 나나」를 회사의 모체로 두고있다.

## 개요
폭넓은 인기를 얻고있는 성인용 게임 업계에서 하나의 독립된 존재감을 가진 메이커였지만, 2006년 5월 26일에 발매된 『Scarlett』을 마지막으로 같은해 10월 1일에 활동을 멈추었다. 하지만, 밑에 적은 「콧튼소프트」가 솔져블루의 브랜드이기 때문에, 회사를 청산한 것은 아니다.
활동중단 전 마지막 활동으로는 2006년 8월 11일부터 13일까지 열렸던 코믹마켓70에 참가한 것으로, 그 뒤에 팬서비스용으로 제작된 CD모음집「네코사운드콜렉션」이 2006년 9월에 나오며 마지막 제품이 된다.(공식사이트에서 통신판매를 통한 한정판으로 판매)
그 후, 활동중지발표 이후 공식사이트는 2006년 9월 말까지 갱신되다가 10월 1일부터 서포트, 대표페이지, MMR일기(스테프 일기)만을 남겨두고 축소운영으로 전환하였다. (「특별히 정보가 있을 경우에만 알려주는 정도」로써 대표페이지의 그림과 MMR일기가 때때로 갱신되었다).
네코네코소프트의 스테프는 같은 멤버로 게임제작을 계속해가고 싶다는 의지를 가지고 있어서, 키오 나치를 중심으로 한 신생브랜드인 「콧튼소프트」를 세웠다. 다만, 네코네코소프트의 중심인물이었던 카타오카 토모는「콧튼소프트」에서 이탈하게 되었다.
활동정지 이후 1년 9개월간의 공백을 가진 2008년 7월 16일, 공식사이트에서 활동재개를 발표하였다. (재개일시는 2008년 7월 15일). 앞으로는『만들고 싶은 것이 있고, 만들 수 있는 상태가 되었고, PC 플랫폼으로 만들어야겠다』라고 생각하는 순간, 네코네코소프트의 이름으로 제작하기로 하였다.
2008년 11월 30일부터 과거 일부작품과 「네코사운드콜렉션」(네코사운드트랙)에 대하여, 자사 통판을 통하여 재판매를 시작하였으며, 2009년 6월 30일에는 오피셜 다운로드 스토어를 열어서, 과거작품중 일부를 다운로드판매하고 있다. 이러한 소프트웨어들은 이전의 통신판매와는 다르게 기간을 정하지 않았으며, 재 발매된 소프트웨어들은 Windows Vista또한 지원하게 되었다.
2009년 9월 18일에는 활동재개 후 첫 번째 작품인『소라이로』가 발매되었다.

## 특징

### 퐁코츠(ぽんこつ)
네코네코소프트가 만든 대부분의 게임에 등장하는 캐릭터 특성중 하나로써, 덜렁거리고 약간 모자른듯한 캐릭터를 퐁코츠(ぽんこつ)라고 부르며, 본래 의미는 '기계등이 열악한 환경등에 의해서 제대로 성능을 발휘하지 못하고 떨어지는 모습'이지만, 그러한 기계들의 덜떨어진 모습을 빗대어 사용하고 있으며, 밑의 캐릭터들이 그러하다.
- White ~안타까움의 조각~ - 미야하라 이즈미(초대 퐁코츠)
- 은색 - 사기리(퐁코츠 아종)
- 미즈이로 - 하야사카 히요리(2대 퐁코츠. 킹 오브 퐁코츠. 치요리선생님이라고도 불린다 / 게임기판에서 추가된 공략루트에서의 히요리는 「새로운퐁」라고도 불린다)
- 주(朱) - 츄츄(퐁코츠 아종)
- 120엔의 여름 - 나츠미(당시에는 이름이 없이 '하코네양'또는 '나츠하코네'라고 불렸다)
- 라무네 - 코노에 나나미(3대 퐁코츠 계승자. 나나미선생님라고도 불린다 / 사쿠라 히로미(게임기판에서 새롭게 나온 사쿠라만 해당됨)
- 사나라라 - 시이나 노조미(퐁코츠의 정도는 약하지만 노조미 선생님이라고 불림)
- Scarlett - 아메리아 윅스(약간 퐁코츠. 혹은 퐁코츠 자작님)
- 소라이로 - 토모사카 츠바메(나나미의 딸. 도쿄돔 3배분량의 퐁코츠. 츠바메선생님이라고도 불림)

당연하지만 캐릭터마다 '퐁코츠정도'는 차이가 있다. 2006년3월16일부터 인터넷에서 무료공개된 '작은 팬디스크인거 같아'에는 '퐁코츠 카운터 2006년판'이 들어있어서 퐁코츠정도에 대하여 다음과 같이 나열하고 있다.
(MAX) 하야사카 히요리 > 미야하라 이즈미 > 코노에 나나미(여기까지가 왕 수준의 선생님들) > 신 사쿠라 > 아메리카(퐁코츠 자작정도) > 나츠미 > 시이나 노조미 > 새로운 퐁(게임기판의 하야사카 히요리) > 츄츄 > 사기리 (MIN)

### 보답용CD
네코네코소프트의 팬클럽인 '기운없는 팬클럽(しょんぼりファンクラブ)'회원들에게 부정기적으로 보내주었던 CD. 완전무료라는 점이 큰 특징이었다.

### 보답용CD의 역사
- White 보답용FD
- 은색 무척 감사합니다CD
- 미즈이로 보답용CD 그 1번째
- 미즈이로 보답용CD 그 2번째
- FC 보답용CD 그 1번째
- FC 보답용CD 그 3번째
- FC 보답용CD 그 4번째
- FC 보답용CD 그 5번째(은색 완전판(음성없음)이 포함된것과 포함되지 않은 것 2종류가 있음)
- FC 보답용CD 그 5.5번째
- 팬클럽용 소책자
- FC 보답용CD 그 6번째

('보답용CD 그 2번째'는 결번. 스태프인 카타오카 토모가 코믹마켓한정으로 하여 만든것(보답용CD 그 1번째와 비슷한 내용이라고 한다)을 착각하여 세어버렸다고 한다)

### 코믹마켓 출전
코믹마켓에 대해서는 70회(2006년 여름)까지는 기업부스로 출전하였으나(61회에는 WitchㆍCircus와 같이 사이타마연합으로써 출전), 출전기업명을 '네~코네코소프트'라던가 '네코네코소프~'로 자주 변경하여 나갔다.
또한, 출전시 스태프들은 고유의 잠바를 입고 있었는데, 거기에는 '네코네코 제작소'라고 그려져 있었다. 2008년 활동재개후에는 콧튼소프트를 통한 위탁참가라는 형식으로 출전하고 있다.

### 현수막
'Sofmap 난바 자우르스1호점'에서 2002년 5월부터 2006년 5월 사이에 부정기적으로 네코네코소프트의 현수막이 총 7장 걸렸다. 주로 게임발매전에 광고용으로 걸었지만, 첫 번째 건 현수막은 인기투표우승기념으로 제작된 것이다. 또한 '멧세산오 오사카 난바점'에서도 2002년12월부터 2005년8월사이 총4장의 현수막이 걸렸다.
이러한 현수막에 가장 많이 등장한 캐릭터는 '메카 신도우'였다(구석에 조그만하게 등장하는 경우가 많았다).

## 작품목록
- 2000년1월28일 - White ~안타까움의 조각~ (※TGL내부의 「쿠루미」브랜드에서 발매)
- 2000년8월31일 - 은색(銀色)
- 2001년4월13일 - 미즈이로(みずいろ, 물색)
- 2001년8월31일 - 은색 완전판(銀色 完全版)
- 2002년1월25일 - 네코네코 팬디스크(ねこねこファンディスク)
- 2003년6월13일 - 주 -Aka-(朱 -Aka)
- 2003년12월12일 - 네코네코 팬디스크2(ねこねこファンディスク２）
- 2004년7월30일 - 라무네(ラムネ）
- 2004년12월10일 - 마작(麻雀)
- 2005년4월29일 - 사나라라(サナララ)
- 2006년3월16일 - 작은 팬디스크인거 같아(ぷちファンディスクみたいなの) (웹사이트에서 무료배포)
- 2006년5월26일 - Scarlett(スカーレット)
- 2006년10월 - 네코사운드콜랙션 (게임이 아닌 CD모음집, 통신판매 한정)
- 2009년9월18일 - 소라이로(そらいろ, 하늘색)
- 2010년2월26일 - 네코네코팬디스크3(ねこねこファンディスク３）
- 2011년4월8일 - White 〜blanche comme la lune〜

## 주요 참가 스테프
굵은 글씨는 콧튼소프트에서도 이어서 활동함
원화
- 네코냥
- 아키노 타케히코
- 아오이 나기사 - 셀 웍스의 브랜드「TRUST」에 소속되어 있다가 2007년부터 프리랜서로 전환
- 오다와라하코네
- 아야세 유우
- 카미시로 마이
- 츠카사 유우키
- 앙코로모치
- u-r

시나리오
- 아키츠 타마키
- 키오 나치
- 우미토미 하지메
- 나카모리 나모리
- 타카시마 에이지
- 아즈마 토나타

## 같이 보기
- 아오키 우메